# Mistrovství světa v alpském lyžování 1985
28. Mistrovství světa v alpském lyžování proběhlo v termínu od 31. ledna do 10. února 1985 v italském středisku Bormio.

## Medailisté

### Muži
| Soutěž      | Zlato             | Stříbro            | Bronz           |
| Sjezd       | Pirmin Zurbriggen | Peter Müller       | Doug Lewis      |
| Slalom      | Jonas Nilsson     | Marc Girardelli    | Robert Zoller   |
| Obří slalom | Markus Wasmeier   | Pirmin Zurbriggen  | Marc Girardelli |
| Kombinace   | Pirmin Zurbriggen | Ernst Riedlsperger | Thomas Bürgler  |

### Ženy
| Soutěž      | Zlato             | Stříbro                          | Bronz              |
| Sjezd       | Michela Figiniová | Ariane Ehrat Katharina Gutensohn | ---                |
| Slalom      | Perrine Pelenová  | Christelle Guignard              | Paoletta Magoniová |
| Obří slalom | Diann Roffeová    | Elisabeth Kirchler               | Eva Twardokens     |
| Kombinace   | Erika Hessová     | Sylvia Eder                      | Tamara McKinney    |

## Přehled medailí
| Pořadí         | Stát            | Zlato | Stříbro | Bronz | Celkově |
| 1              | Švýcarsko       | 4     | 3       | 1     | 8       |
| 2              | Francie         | 1     | 1       | -     | 2       |
| 3              | USA             | 1     | -       | 3     | 4       |
| 4              | Západní Německo | 1     | -       | -     | 1       |
|                | Švédsko         | 1     | -       | -     | 1       |
| 6              | Rakousko        | -     | 4       | 1     | 5       |
| 7              | Lucembursko     | -     | 1       | 1     | 2       |
| 7              | Itálie          | -     | -       | 1     | 1       |
| Medailové sady | Medailové sady  | 8     | 9       | 7     | 24      |